# Quartiers des surveillants (île Royale)
Les Quartiers des surveillants sont un monument historique de Guyane situé sur l'Île Royale.
Le site est inscrit monument historique par arrêté du 26 décembre 2000.